# Fructuós Canonge i Francesch
Fructuós Canonge i Francesch (Montbrió del Camp, 27 de març de 1824 - Barcelona, 13 de gener de 1890) fou un prestidigitador català, també conegut per Fruitós, i anomenat El Merlí català.

## Biografia
Fou fill de Josep Canonge i Bonet, cerer i adroguer natural de Girona, i de Maria Francesch i Gasull, natural de Montbrió del Camp.
El 1831 la seva família es traslladà a Barcelona. Fou enllustrador i venedor ambulant de betum d'enllustrar el calçat. Assolí grans èxits com a prestidigitador: recorregué Amèrica i bona part d'Europa. Perseguit per les seves idees republicanes, fou nomenat, tanmateix, cavaller dels ordes de la reina Isabel II d'Espanya i de Carles III. Es diu que en una actuació per la reina Isabel II va arribar tres hores tard. Quan el mag va aparèixer, i just quan començava a recriminar-li el retard, tots els rellotges del palau van marcar l'hora acordada per a l'espectacle. En les primeres festes de la Mercè (1871), va actuar per Amadeu de Savoia, a qui mentre el delectava amb uns jocs amb un mocador, d'aquest va fer sorgir un paper que portava escrit "Què vol el poble?", que amb un ràpid moviment de mans va substituir per un pa, denunciant així la pobresa de molts barcelonins.
Es va fer famós per anar sempre medalles, ja que en les seves actuacions davant la reialesa preferia cobrar amb medalles que no amb diners. Per això es va crea la parèmia de “tenir més medalles que en Canonge”.
Es va casar amb Maria Degà. La seva esposa feia d'ajudant seu durant les seves actuacions.
La ciutat de Barcelona guarda dos vestigis de la seva existència, el primer, el seu cartell d'enllustrador de botes a la plaça Reial, i un segon, al carrer Pas de l'Ensenyança on hi ha un dibuix del mag traient un conill del barret que fou el reclam d'un desaparegut comerç de prestidigitació.